# Salvador Ibáñez
Salvador Ibáñez   (València, 1854 - 1920) va ser un artesà lutier fabricador de guitarres valencià. Fabricava guitarres, ukeleles, mandolines i altres instruments de corda. Aquests instruments eren considerats entre els millors de la seva època i s'apreciaven molt, tant per la seva qualitat com per la seva impecable fabricació.

## Biografia
Se sap poc de la vida de Salvador Ibáñez, de les recerques fetes per Marian Harris Winspear i José Luis Romanillos Vega, se sap que la seva mare es deia Magdalena Albiñara Magraner i era natural de l'Olleria. També se sap que Salvador Ibáñez treballava a 11 anys com a aprenent en un taller de fabricació de guitarres del carrer Queixal, a València.
Aviat va crear el seu propi taller en el número 11 del desaparegut carrer Cubells, la seva mare havia quedat cega i ell havia de fer-se càrrec de la família que a més comptava amb un germà petit d'uns deu anys.
El 1896, Salvador Ibáñez apareix per primera vegada en les guies comercials de València al carrer Russafa, entre 1898 i 1906 al carrer Baixada de Sant Francesc, més tard en el número 8 del carrer Pare Ric i finalment al número 16 del carrer de l'Hospital. Salvador Ibáñez fabricava bandúrries, llaüts, guitarres de sis i dotze cordes i també guitarres amb masteler desmuntable, així com els bordons necessaris per a cada instrument.
Al costat d'altres lutiers valencians d'aquella època, com ara Francisco González i José i Manuel Ramírez, va ser un dels primers a arquejar la tapa de la guitarra; i se'l considera el primer a fabricar una guitarra amb doble masteler o una guitarra desmuntable.
Conjuntament amb els seus fills Salvador i Vicente Ibáñez Salabert, va crear una Societat Regular Comanditària "Salvador Ibáñez i Fills", i ja a principis del segle xx produïa 36.000 instruments a l'any, i en el seu taller treballaven al voltant d'un centenar d'obrers. Les seves guitarres es venien en diversos països, incloent-hi el mercat hispanoamericà, Filipines i el Japó; i la seva marca era considerada com un referent de qualitat.
Salvador Ibáñez va morir en 1920 i a partir d'aquest moment els seus dos fills van continuar amb les activitats de la societat, especialitzant-se cadascun d'ells en una activitat; Salvador, en el taller, i Vicente, en relacions comercials.

## Trajectòria de l'empresa
La recessió de l'any 1929 va tenir un efecte demolidor en la marxa del negoci per l'acumulació de deutes dels mercats americans. En aquesta situació els germans Ibáñez es van veure obligats a liquidar la seva empresa cessant l'activitat de la seva fàbrica. No obstant això van conservar l'edifici de la seva propietat del carrer Pare Ric núm. 8, que es conserva en l'actualitat. La major part de l'equipament de la fàbrica va ser traspassat a Telesforo Julve Jordán i alguns dels operaris de la seva fàbrica van continuar exercint el seu ofici en petits tallers.
Davant la demanda de les seves guitarres, el distribuïdor de les guitarres de Salvador Ibáñez al Japó, Hoshino Gakki, que treballava amb l'empresa familiar des del principi de la seva expansió internacional, va decidir començar a fabricar guitarres Ibáñez pel seu propi compte. En un primer moment les anomenava «Ibanez Salvador» i més tard solament «Ibanez», tenint molt èxit en els anys setanta i vuitanta. Hoshino Gakki produeix actualment tant guitarres acústiques com elèctriques amb la marca Ibanez, però la seva producció està orientada sobretot a les guitarres elèctriques.
Julian Bream ha tocat amb una guitarra de Salvador Ibáñez. Eric Clapton ha posseït diverses guitarres originals de Salvador Ibáñez.